# SoundJam MP
SoundJam MP era un reproductor de MP3 para la plataforma Mac OS desarrollado por Jeff Robbin y Bill Kincaid con asistencia de Dave Heller, y publicado por Casady & Greene hasta que Apple compró el software en 2000 y lo renombró a iTunes.

## Historia
Robbin y Kincaid trabajaron para Apple en la década de 1990 como ingenieros de software de sistemas en el proyecto Copland, que fue abandonado posteriormente por la empresa. Después de que dejaron Apple, Robbin creó Conflict Catcher, una herramienta popular de gestión de preferencias del sistema para Mac OS, y Kincaid trabajó en una compañía de nueva creación.
Kincaid trabajó para crear compatibilidad de hardware y controlador de dispositivo para la línea de reproductores de audio digital Diamond Rio. Después reclutó a Robbin para desarrollar la interfaz de un nuevo software de reproducción de archivos MP3 que llamaron SoundJam MP. Dave Heller se unió a ellos posteriormente para completar el equipo de desarrollo principal. Para publicar SoundJam MP el equipo eligió Casady & Greene, empresa que había publicado anteriormente el software Conflict Catcher de Robbin. David Pogue escribió la documentación del software.
El reproductor gozó de éxito inicial en el mercado de reproductores de música para Mac, compitiendo con Audion, de Panic Inc.